# Gabriel Stan
Gabriel „Gabello“ Stan (* 25. Juni 1952) ist ein rumänischer Fußballtrainer, der im Moment vereinslos ist.

## Karriere als Spieler
Über Stans Karriere als Spieler ist nicht allzu viel bekannt. Er war während seiner aktiven Laufbahn lediglich für drei Vereine tätig. Nachdem er im Jahr 1972 von Minerul Lupeni zu Jiul Petroșani gewechselt hatte, gewann er mit Petroșani eine Spielzeit später den rumänischen Pokal. Drei weitere Jahre vergingen, ehe er nochmals den Verein wechselte. Von 1977 bis 1981 spielte er für Chimia Râmnicu Vâlcea, danach beendete er seine Karriere als Fußballspieler.

## Karriere als Trainer

### Zeit von 1982 bis 2000
Nachdem er von 1982 bis 1983 das Team von Tractorul Brașov betreut hatte, dauerte es fünf Jahre, bis er seinen zweiten Trainerposten übernahm. Ab 1988 war er für fünf Spielzeiten Trainer von Metrom Brașov, 1992 endete seine Amtszeit dort.
1995 übernahm er kurzzeitig erstmals den FC Brașov, den er während seiner Karriere als Trainer noch vier weitere Male coachen wird. Weitere frühere Trainerstationen waren Astra Ploieşti (1996–1999) und CSM Reşiţa (1999–2000).

### FC Brașov
Gabriel Stan ist als der letzte Trainer bekannt, welcher FC Brașov in einem europäischen Wettbewerb qualifiziert hat. In der Saison 2000/01 schaffte er mit der Mannschaft aus Brașov den dritten Platz und somit die Qualifikation für den UEFA-Pokal 2001/02, wo die Mannschaft an Inter Mailand scheiterte. Da er in der Saisonpause einen Vertrag bei Astra Ploieşti unterschrieb, saß er bei den Spielen gegen die italienische Mannschaft gar nicht mehr auf der Trainerbank.
Doch schon am 9. Spieltag der Saison 2001/02 gab er seinen Posten bei Astra Ploieşti auf und kehrte zum FC Brașov zurück, wo er jedoch am 23. Spieltag seinen Posten wieder aufgeben musste, aufgrund schwacher Ergebnisse.

### Zimbru Chișinău
In der folgenden Saison, wurde Gabriel Stan zum Trainer des moldauischen Erstligisten Zimbru Chișinău ernannt. Mit dieser Mannschaft nahm er an der Qualifikationsrunde des UEFA-Pokals 2002/03 teil, wo man überraschenderweise die schwedische Mannschaft IFK Göteborg schlagen konnte, jedoch in der Folgerunde am spanischen Vertreter Betis Sevilla scheiterte.
National erreichte Stan mit Zimbru den 2. Tabellenplatz und musste sich lediglich seinem rumänischen Trainerkollegen Gavril Balint geschlagen geben, der die Meistermannschaft von Sheriff Tiraspol trainierte. Außerdem gewann Stan den moldauischen Pokalwettbewerb im Finale gegen FC Nistru Otaci. Am Ende der Saison gab er seinen Posten allerdings auf.

### Rückkehr nach Rumänien
Zu Beginn des Jahres 2004 wurde Stan Trainer des FC Vaslui in der Divizia B, blieb dort jedoch nur für ein paar Monate.
Die Saison 2004/05 war gerade erst gestartet, da übernahm er den FC Brașov wieder, wo der Verein nach einer Serie von fünf Niederlagen seinen Vorgänger entließ. Doch auch ihm gelang die Wende nicht und letztendlich er wurde nach dem 20. Spieltag entlassen. Der Klub stieg zum Saisonende ab. Während der Saison 2005/06 trainierte er die Zweitligamannschaft Minerul Lupeni.
Nach zwei Spielzeiten wurde Stan zum dritten Mal Trainer des FC Brașov. Am 10. Spieltag der Zweitliga-Saison 2006/07 übernahm er die Truppe, die zu dem Zeitpunkt auf dem 9. Platz stand. In der Winterpause wurde er zum vierten Mal von der Vereinsführung entlassen. Sein Trainerstuhl wurde von einem Übergangstrainer übernommen, der das Team bis zum Saisonende coachen sollte, zur neuen Saison war die Rückkehr von Răzvan Lucescu geplant. Diese Spielzeit ging als die schlechteste der Vereinsgeschichte in die Annalen ein.
Ein paar Monate nach seiner Entlassung bekam er im April 2007 den Trainerposten beim Lokal- und Ligarivalen Forex Brașov, welchen er zehn Spiele als Trainer begleitete. Die Mannschaft rutschte in der Zeit vom 3. auf dem 4. Platz ab, der Aufstieg wurde somit verpasst und der Vertrag von Gabriel Stan wurde nicht mehr verlängert.

### 2008 bis 2010
Anfang des Jahres 2008 war seine Personalie bei FCM Câmpina im Gespräch, die beiden Seiten konnten sich allerdings nicht einigen. Am 18. März wurde Gebriel Stan Trainer des damaligen Erstligisten UTA Arad, welcher sich zu diesem Zeitpunkt auf dem drittletzten Tabellenplatz befand und drei Punkte von einem Nicht-Abstiegsplatz entfernt war. Nach sechs Spieltagen räumte er seinen Posten aufgrund der 1:4-Niederlage gegen Politehnica Iași, mittlerweile war die Mannschaft schon acht Punkte vom rettenden Ufer entfernt und stieg am Saisonende als Vorletzter ab.
In der Saison 2008/09 wurde er Trainer des Drittligisten FC Dunărea Călăraşi, ein ambitionierter Verein, der in dieser Spielzeit den Aufstieg anpeilte. Allerdings verließ er den Verein nach einigen Monaten, da es mehrere Konflikte mit Spielern gab, die keine Gehälter von ihrem Arbeitgeber erhielten. Zu diesem Zeitpunkt hatte Dunărea Călăraşi noch eine realistische Aufstiegschance. Letztendlich stieg die Zweitbesetzung von Steaua Bukarest auf, Dunărea Călăraşi beendete die Saison auf einem enttäuschenden 6. Tabellenplatz.
Nachdem Stan im Jahr 2010 keinen Trainerposten erhalten hatte, moderierte er im lokalen Radio und Fernsehen in Brașov mehrere Sendungen über das Thema Fußball.

### 2011
Im Jahr 2011 trainierte er eine kurze Zeit Unirea Alba Iulia, welcher zu der Zeit um den Klassenerhalt in der Liga II kämpfte. Am 21. April gab er seinen Posten auf, um am nächsten Tag offiziell Trainer der neu entstandenen moldauischen Zweitligisten FC Ursidos Chişinău ernannt zu werden. Nach acht Jahren kehrte Stan damit nach Moldau zurück. In einem Interview aus dem Jahr 2010 gab er an, dass Zimbru Chișinău und der FC Brașov seine Lieblingsmannschaften wären und er diese jederzeit auch ohne Gehalt trainieren würde.
Er übernahm die Mannschaft am 23. Spieltag und schaffte mit der Mannschaft zum Saisonabschluss den 2. Tabellenplatz. Nachdem der Erstplatzierte Locomotiva Bălți keine Lizenz für die höchste moldauische Liga beantragt hatte, hatte Ursidos die Möglichkeit doch in der ersten Liga zu spielen, allerdings wurde ihnen die Lizenz für die erste Liga verwehrt. Zu Beginn der Saison 2011/12 kam es zu einer Fusion mit dem
Erstligaklub FC Milsami, es entstand der FC Milsami-Ursidos. Gabriel Stan wurde zunächst als neuer Trainer vorgestellt und coachte das Team bis zur Winterpause, danach lief sein Vertrag jedoch aus und wurde nicht mehr verlängert.

## Erfolge

### Spieler
Jiul Petroșani
- Cupa României: 1973/74

### Trainer
Zimbru Chișinău
- Cupa Moldovei: 2002/03